# Notities
Notities is een notitie-app van Apple. Het wordt meegeleverd bij iOS en macOS vanaf OS X Mountain Lion. Met de software kunnen korte tekstnotities gemaakt worden, die tussen apparaten kunnen worden gesynchroniseerd met behulp van de iCloud-dienst van Apple.
De applicatie maakt gebruik van een soortgelijke interface op iOS en macOS, met een gestructureerde papieren achtergrond voor notities en lichtgele pictogrammen, die verwijzen naar potlood of krijt. Tot 2013 gebruikten beide toepassingen een sterk skeuomorfistische interface met een afgelijnd papieren ontwerp; de Mountain Lion-versie plaatste deze in een leren map. Dit ontwerp werd vervangen in OS X Mavericks en iOS 7.

## iOS-versie

### iOS 9
Vanaf iOS 9 kreeg Notities een belangrijke functionele revisie; iCloud-sync (in plaats van IMAP; in lijn met de OS X 10.11-versie), de mogelijkheid om schetsen, te creëren (en later ondersteuning voor Apple Pencil), geavanceerde tekstopmaak, verschillende stijlen van lijsten, rich web en Apple Maps-kaartvoorbeelden, ondersteuning voor meer bestandstypes als bijlagen, een bijbehorende speciale bijlagenbrowser en een systeemuitbreidingspunt voor het opslaan van weblinks, afbeeldingen, enz.
Vanaf iOS 9.3 kunnen individuele notities met een wachtwoord worden beveiligd (met de mogelijkheid om Touch ID te gebruiken om alle notities op compatibele apparaten te ontgrendelen), maar er kan voortaan slechts één wachtwoord worden ingesteld voor alle notities die zijn vergrendeld. Het wachtwoord wordt gesynchroniseerd tussen compatibele apparaten.

### iOS 10
In iOS 10 heeft Notities nu een samenwerkingsfunctie waarmee veel mensen tegelijkertijd aan een notitie kunnen werken.

### iOS 11
De update naar Notities met iOS 11 voegt de mogelijkheid tot tabellen toe, vastgemaakte notities, een documentscanner, grafieken en gevoerd papier, monospacelettertypes, handschrift zoeken en verbeterde integratie met Apple Pencil.

## macOS-versie
Voorafgaand aan Mountain Lion ondersteunde Mail op macOS een mailbox met notities, die werd gesynchroniseerd met notities in de Notities-applicatie in iOS. Deze situatie was een spaghetticode: aangezien Mail al het IMAP-mailboxsynchronisatieprotocol had geïmplementeerd, kon het ook notities synchroniseren met minimaal extra werk.
In Mountain Lion werden de notities verplaatst naar een aparte applicatie Notities.